# دوردونی
دوردونی (به فرانسوی: Dordogne) بیست‌وچهارمین دپارتمان (شهرستان) فرانسه است. شهرستان دوردونی در جنوب‌غربی این کشور قرار دارد. این شهرستان زیرمجموعهٔ ناحیهٔ آکیتن است. مساحت این شهرستان ۹٬۰۶۰ کیلومتر مربع و جمعیت آن ۴۰۶٬۷۹۳ نفر است. شهرستان دوردونی در حوزهٔ سرزمین باستانیِ گُل قرار دارد.